# Nederlandse Supercup 1995
In het kader van de Nederlandse Supercup 1995 speelden bekerwinnaar van 1994/1995 Feyenoord en landskampioen van 1994/1995 Ajax tegen elkaar. De wedstrijd werd gespeeld op 16 augustus 1995 in De Kuip en met 2-1 gewonnen door Ajax na sudden death-verlenging.
Doelpuntenmakers voor Ajax waren Ronald de Boer en Patrick Kluivert. Namens Feyenoord scoorde Henrik Larsson.

## Voorgeschiedenis
- Evenals de edities van 1949 en 1994 was er geen sponsornaam aan deze editie verbonden, waardoor deze eveneens de naam Supercup kreeg.
- De Nederlandse Supercup 1995 was het derde Supercup-duel tussen Ajax en Feyenoord. In 1993 en 1994 speelden beide ploegen ook tegen elkaar, Ajax won beide keren.
- Voorafgaand aan deze editie had Feyenoord viermaal om de Nederlandse Supercup gespeeld (eenmaal winst). Ajax speelde tweemaal om de Supercup (tweemaal winst).
- Feyenoord had de finale van de KNVB beker 1994/1995 gewonnen met 2-1 van FC Volendam. Ajax werd in de kwartfinale uitgeschakeld door Feyenoord (1-2 na verlenging).
- Ajax won de landstitel van 1995 met 61 punten (omgerekend naar driepuntensysteem 88 punten). Feyenoord werd vierde met 43 punten (omgerekend naar driepuntensysteem 62 punten).
- Feyenoord en Ajax speelden in het seizoen 1994/1995 vier officiële duels tegen elkaar. Buiten het Supercup-duel (Ajax-Feyenoord 3-0) en de bekerwedstrijd (Ajax-Feyenoord 1-2) speelde men tweemaal tegen elkaar in competitieverband. Ajax-Feyenoord eindigde in 4-1, Feyenoord-Ajax in 0-5.
- Naast de landstitel had Ajax in het seizoen 1994/1995 tevens de UEFA Champions League gewonnen.

## Wedstrijd

### Wedstrijddetails
|                            |                                     |              |             |                                                                            |
| 16 augustus 1995 Super Cup | Ajax                                | 2 – 1 (n.v.) | Feyenoord   | De Kuip, Rotterdam Toeschouwers: 25.000 Scheidsrechter: Mario van der Ende |
| 16 augustus 1995 Super Cup | R. de Boer 25' Kluivert 102' (pen.) |              | 27' Larsson | De Kuip, Rotterdam Toeschouwers: 25.000 Scheidsrechter: Mario van der Ende |

| Ajax | Feyenoord |

| Ajax:          |                   |            |
|                |                   |            |
| GK             | Edwin van der Sar |            |
| RB             | Michael Reiziger  |            |
| CB             | Arnold Scholten   | 91'        |
| CB             | Frank de Boer     |            |
| LB             | Winston Bogarde   |            |
| CM             | Ronald de Boer    | Kreeg geel |
| CM             | Edgar Davids      | Kreeg geel |
| AM             | Patrick Kluivert  |            |
| RW             | Finidi George     |            |
| CF             | Nwankwo Kanu      | 91'        |
| LW             | Marc Overmars     |            |
| Wisselspelers: |                   |            |
| FW             | Nordin Wooter     | 91'        |
| MF             | Martijn Reuser    | 91'        |
| Coach:         |                   |            |
| Louis van Gaal |                   |            |

| Feyenoord:         |                          |            |
|                    |                          |            |
| GK                 | Ed de Goeij              |            |
| RB                 | Clemens Zwijnenberg      |            |
| CB                 | Ulrich van Gobbel        |            |
| CB                 | Ronald Koeman            |            |
| LB                 | Rob Witschge             | Kreeg geel |
| RW                 | Orlando Trustfull        | Kreeg geel |
| CM                 | Peter Bosz               | Kreeg geel |
| CM                 | Rob Maas                 |            |
| LW                 | Giovanni van Bronckhorst | 88'        |
| CF                 | Henrik Larsson           |            |
| CF                 | Regi Blinker             | 91'        |
| Wisselspelers:     |                          |            |
| FW                 | Aurelio Vidmar           | 88'        |
| DF                 | Ruud Heus                | 91'        |
| Coach:             |                          |            |
| Willem van Hanegem |                          |            |

## Trivia
- Namens Ajax maakte Arnold Scholten zijn officiële rentree. Eind jaren 80 speelde hij al voor Ajax, en maakte vervolgens de overstap naar Feyenoord. Na 5,5 seizoen bij de Rotterdamse club keerde hij in de zomer van 1995 terug bij Ajax.
- Voor Feyenoord debuteerden Ronald Koeman, Clemens Zwijnenberg en Aurelio Vidmar.
- De editie van 1994 was de enige keer waarin in Olympisch Stadion werd gespeeld. Van 1991 t/m 1993 en 1995 werd in het Stadion Feijenoord gespeeld, vanaf 1996 in de Amsterdam ArenA, de huidige Johan Cruijff ArenA.
- De Supercup van 1995 is de enige editie die door middel van een Golden Goal werd beslist.

1949 · 1989 · 1991 · 1992 · 1993 · 1994 · 1995 · 1996 · 1997 · 1998 · 1999 · 2000 · 2001 · 2002 · 2003 · 2004 · 2005 · 2006 · 2007 · 2008 · 2009 · 2010 · 2011 · 2012 · 2013 · 2014 · 2015 · 2016 · 2017 · 2018 · 2019 · 2020 · 2021 · 2022 · 2023 · 2024